# 李立浧
李立浧（1941年7月8日—），江苏盐城人，电网工程和直流输电专家，中国直流输电第一人，中国工程院院士，现任中国南方电网公司专家委员会主任委员。长期从事电网建设，在电网工程、直流输电和交直流并联电网运行技术等领域作出了突出贡献。

## 履历[3]
1967年，毕业于清华大学电机工程系。1968年，被分配到兰州工作。2007年，当选中国工程院院士。